# Точність до

Для множини вершин шестикутника є 20 розбиттів множини (верхній малюнок P), які мають одну трьохелементну підгрупу і три одноелементних підмножини (незабарвлені) (верхній малюнок). З них є чотири розбитті з точністю до обертання, і три розбитті з точністю до обертання і відбиття.

В математиці фраза «з точністю до» використовується для висловлення ідеї про те, що деякі об'єкти в одному класі, хоч і відмінні один від одного, проте можуть вважатися еквівалентними за певної умови або перетворення. Ця фраза часто з'являється у дискусіях про елементи множини та умов, за яких деякі з цих елементів можуть вважатися еквівалентними. Наприклад, для двох елементів a і b множини S, вислів «a і b еквівалентні з точністю до X» означає, що a і b еквівалентні, якщо критерій X, наприклад, такий як обертання або перестановка ігнорується. У цьому випадку елементи S можуть бути приписані до підмножин, відомих як «класи еквівалентності» — це множини, елементи яких еквівалентні один одному з точністю до X. В деяких випадках це може означати, що a і b можуть бути перетворені один в одного — якщо застосовується перетворення, відповідне X (наприклад, обертання, перестановка).
Якщо X — це якась властивість або процедура, то фразу «з точністю до Х» можна розуміти як «ігнорування можливої різниці в Х». Наприклад, твердження «проста факторизація цілого числа унікальна з точністю до впорядкування» означає, що проста факторизація унікальна, якщо ми ігноруємо порядок множників. Можна також сказати, що «розв'язання невизначеного інтеграла {\displaystyle f(x)}, з точністю до сталої», це означає, що основна увага приділяється вирішенню {\displaystyle f(x)}, а не доданій константі, і що додавання константи слід розглядати, як додаткову інформацію. Подальші приклади містять фрази «з точністю до ізоморфізму», «з точністю до перестановки» і «з точністю до обертань», які описані в розділі прикладів.
У неформальних контекстах, математики часто використовують слово по модулю (або просто «mod») для аналогічних цілей, як «ізоморфізм по модулю».

## Приклади

### Тетріс

Елементи тетрісу: I, J, L, O, S, T, Z

Простий прикладом є тетраміно, який складається з усіх можливих поєднань чотирьох одиничних квадратів, які з'єднані принаймні по одній зі сторін. Всього «існує сім основних елементів, які зображають тетраміно, з точністю до обертання». Вони часто вважаються, сімома частинами тетрісу (О, I, L, J, Т, S, Z). Також можна сказати, що в тетраміно «існує п'ять основних елементів, з точністю до віддзеркалення і обертання», що зрозуміло, бо фігури L і J (а також S і Z) можна розглядати як одну і ту ж частину при віддзеркалені. Гра в тетріс дозволяє обертати фігури, і не допускає їх віддзеркалень, тому набір з семи фігур, видається більш природним.
Для запису всіх частин тетраміно відсутній формальний опис. Однак прийнято писати, що «існує сім віддзеркалених тетраміно (= 19 загальна кількість) з точністю до обертання». Тетріс являє собою чудову ілюстрацію, оскільки можна просто порахувати 7 штук × 4 обертання, щонайбільше буде 28 фігур, але потрібно врахувати, що деякі частини (такі, як квадратик 2×2 — O), очевидно, мають менше ніж чотири стани обертання.

### Вісім ферзів

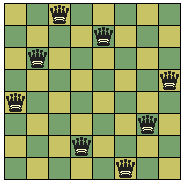
Одне з рішень задачі про вісім ферзів

У задачі про вісім ферзів потрібно розташувати вісім ферзів так, щоб вони не били один одного. Якщо ферзів вважати різними, тоді існує 3 709 440 різних рішень. Однак, як правило, ферзі вважаються ідентичними, тому можна сказати, що «є 92 ({\displaystyle ={\tfrac {3709440}{8!}}}) унікальних рішення з точністю до перестановки ферзів», або кажуть, що «є 92 рішення за модулем назв ферзів», що означає, що два різних розміщення ферзів будуть вважаються еквівалентними, якщо ферзі були переставлені, але на одні і ті ж квадрати шахівниці.
Якщо б, окрім того, що вважали ферзів однаковими, додати ще й обертання та відбиття дошки, то тоді у нас було б тільки 12 різних рішень з точністю до симетрії і іменування ферзів, що означає, що дві симетричні розташування вважаються еквівалентними (повний перелік: Задача_про_вісім_ферзів#Класична_задача).

### Полігон
Правильний многокутник при заданій кількості сторін n, є єдиним з точністю до подібності. Іншими словами, якщо всі подібні правильні многокутники вважаються екземплярами одного і того ж многокутника, то існує лише один правильний многокутник.

### Теорія груп
В теорії груп, коли є група G, яка діє на множині Х, тоді в цьому випадку можна сказати, що два елементи Х еквіваленті «з точністю до групової дії», якщо вони лежать на одній орбіті.
Іншим характерним прикладом є твердження, що «існують дві різні групи 4-го порядку з точністю до ізоморфізму», або «за модулем ізоморфізму, існує тільки дві групи порядку 4». Це означає, що існує два класи еквівалентності груп порядку 4 — за умови, що групи вважаються еквівалентними, якщо вони ізоморфні.

### Нестандартний аналіз
Гіпердійсне число х і його стандартна частина st(x) рівні з точністю до нескінченно малої різниці.

## Інформатика
В інформатиці термін «з точністю до методу» — це точно визначене поняття, яке відноситься до певних методів доведення (слабкої) біподібності і пов'язує процеси, які ведуть себе однаково з точністю до непомітних кроків.

## Подальше читання
- Up-to Techniques for Weak Bisimulation